# Pietro Borsieri
Pietro Borsieri (né à Milan en 1788, mort à Belgirate en 1852) est un patriote et écrivain italien. Figure centrale dans l'expérience de «Il Conciliatore», il représente l'intellectuel romantique typique qui paie de la prison et l'exil ses idées audacieuses de liberté.

## Biographie

### LaBiblioteca Italiana
Encore très jeune, il lui est confié la tâche de rédiger le programme du périodique littéraire «Biblioteca Italiana»: l'introduction qu'il rédige est cependant soumis à un processus d'examen rigoureux par les autorités autrichiennes et elle est finalement remplacée par celle plus modérée de Giordani. Le préambule de Borsieri donne un aperçu de la culture italienne, mettant l'accent sur les lacunes et la futilité des institutions culturelles telles que l'Accademia della Crusca. La dénonciation de telles lacunes ne manque pas d'alarmer le gouverneur Sarau qui censure immédiatement le texte.
Il reste, cependant, au sein de la rédaction, un groupe d'écrivains qui fera l'histoire de la littérature italienne: Berchet, Pellico et Ermes Visconti.
En 1816, il prend la défense de  Germaine de Staël dans la furieuse controverse à la suite de la publication (numéro de janvier 1816) de l'article «Sulla maniera e utilità delle traduzioni», où elle appelle les Italiens à sortir de leur isolement et à renouveler leur culture en étudiant les œuvres poétiques publiées récemment en dehors de l'Italie. Borsieri avec di Breme s'engage dans une lutte en faveur de la nouvelle littérature  À cette fin, il publie la même année, l'article «Avventure letterarie di un giorno»  qui apparait presque simultanément avec l'article "«Intorno all’ingiustizia di alcuni giudizi letterari italiani» de Di Breme et «Lettera semiseria di Grisostomo al suo figliolo» de Berchet.
Le débat a souvent un arrière-plan politique. Le journal, une fois devenue «romantique», se met à défendre les valeurs de la famille, de la religion, de l'héroïsme et le sacrifice pour la patrie.
La censure autrichienne intervient et impose un réalignement sur le traditionnel néo-classicisme italien.

### Il Conciliatore
Le groupe des partisans de la littérature romantique se retrouve dans Il Conciliatore, deux fois par semaine, un journal qui, selon le programme, aurait dû traiter d'économie, de finance et, afin de se détendre après une lecture aussi sérieuse, de littérature. Borsieri est le responsable de l'élaboration du programme. Le financement provient de deux riches nobles aux idées patriotiques: Porro Lambertenghi et Confalonieri.
En octobre 1818, il publie dans Il Conciliatore un long essai pour promouvoir auprès du public italien «l'Histoire des républiques italiennes au Moyen Âge» de Sismondi.
En mai 1819 il poursuit avec l'article en trois parties: «Analisi del pregiudizio secondo le idee del Sismondi» dans lequel il rend compte de la contribution fondamentale de Sismondi parue dans la «Edimburg Encyclopaedia», dans lequel l'historien génois analyse les préjugés religieux qui sont enracinés dans la culture des classes moins avancés et sont destinés à établir une stratégie globale sur l'éducation populaire.
Bien sûr, les contenus du Il Conciliatore sont comparés à ceux de la Biblioteca Italiana: sur le plan littéraire, le premier est préféré en raison de son ouverture vers la littérature étrangère et son opposition au classicisme, sur le plan idéologie et politique pour son orientation libérale.
La revue est censurée par les Autrichiens qui ont entravé même le service de distribution postale et la publication ne dure que de septembre 1818 à octobre 1819, fermée d'autorité.

### La répression de  1821
L'illusion de pouvoir réformer la culture et la vie nationale s'effondre. En deux années, de nombreux membres du Il Conciliatore sont emprisonnés en tant que carbonari appartenant à la secte des « Federati » pour sédition. Arrêté le 4 avril 1822, Borsieri est condamné à mort avec Federico Confalonieri et d'autres. La peine est commuée à 20 ans de réclusion à la forteresse du Spielberg.
Borsieri reste emprisonné pendant 14 ans, jusqu'en 1836, puis il accepte de passer ses 6 dernières années de prison en exil aux États-Unis où il est déporté.

### L'exil et la première guerre d'indépendance
Entre le 1836 et le 1838 il vit pauvrement à New York, Princeton  et Philadelphie, enseignant l'italien.
Il rentre en Europe en 1838 et vécut en Belgique près le château de la noble famille Arconati. En 1840, il est finalement autorisé à revenir en Lombardie mais désormais son énergie intellectuelle est épuisée pour les longues années de souffrance et de séparation de la patrie.
Il refuse le dernier  Manzoni, à qui il reproche d'avoir trahi les idéaux romantiques qui les avaient unis dans leur jeunesse, et polémique vivement avec Cantù.
Participe a la révolution du 1848 (Cinque Giornate di Milano) et entre le 1848 et le 1849 vécu à Turin, puis s’installe Villa Monastero à Varenna dans la maison sur le côté nord de l'église, louée à une de ses sœurs.
Il meurt à Belgirate, près de Verbania en 1852.

## Œuvres
- Lettera in risposta all"Uno contro i più" di Mons. Guill. circa un discorso del prof. Romagnosi, Milano 1807;
- Discorso su la vita e gli scritti di Alessandro Turamini letto nella regia università di Pavia, Milano 1807;
- Avventure letterarie d'un giorno o consigli di un galantuomo a vari scrittori, Milano 1816.

## Archives
- Biblioteca Comunale di Trento, manoscritti 1768-1781, Lettere di Giovanni Battista Borsieri al governatore della Lombardia conte Carlo Firmian (Giovan Battista Borsieri era lo zio di Pietro Borsieri).
- La Gazzetta di Lugano du 8 février 1820 a publié le prospectus du Raccoglitore; il est signé : «Davide Bertolotti, propriétaire et compilateur» (16) Milano, Silvestri, 1814, 3 vol. in-8°. Cf. Bibliographie de la France, n° XXIX, 30 juillet 1814. (17) Biblioteca Italiana, vol. I, janvier 1816, p. 9-18. (18) Lo Spettatore (Parte Italiana), vol. VI, juillet 1816, p. 150-158.
- «Archivio Storico Lombardo», VIIIe série, vol. VI. [Découverte d'une édition inconnue des deux lettres publiées par Carpani contre Stendhal. Il y a eu, toujours en 1956, une deuxième édition de ce travail avec des «additions et corrections»]. Martineau (Henri) [signé H. M], «Le Divan», 48e année, n. 300, octobre-décembre, p. 536. [Petites Notes Stendhaliennes].